# 2017. évi nyári universiade
A 2017. évi nyári universiadét 2017. augusztus 19. és augusztus 30. között rendezték a tajvani Tajpejben.

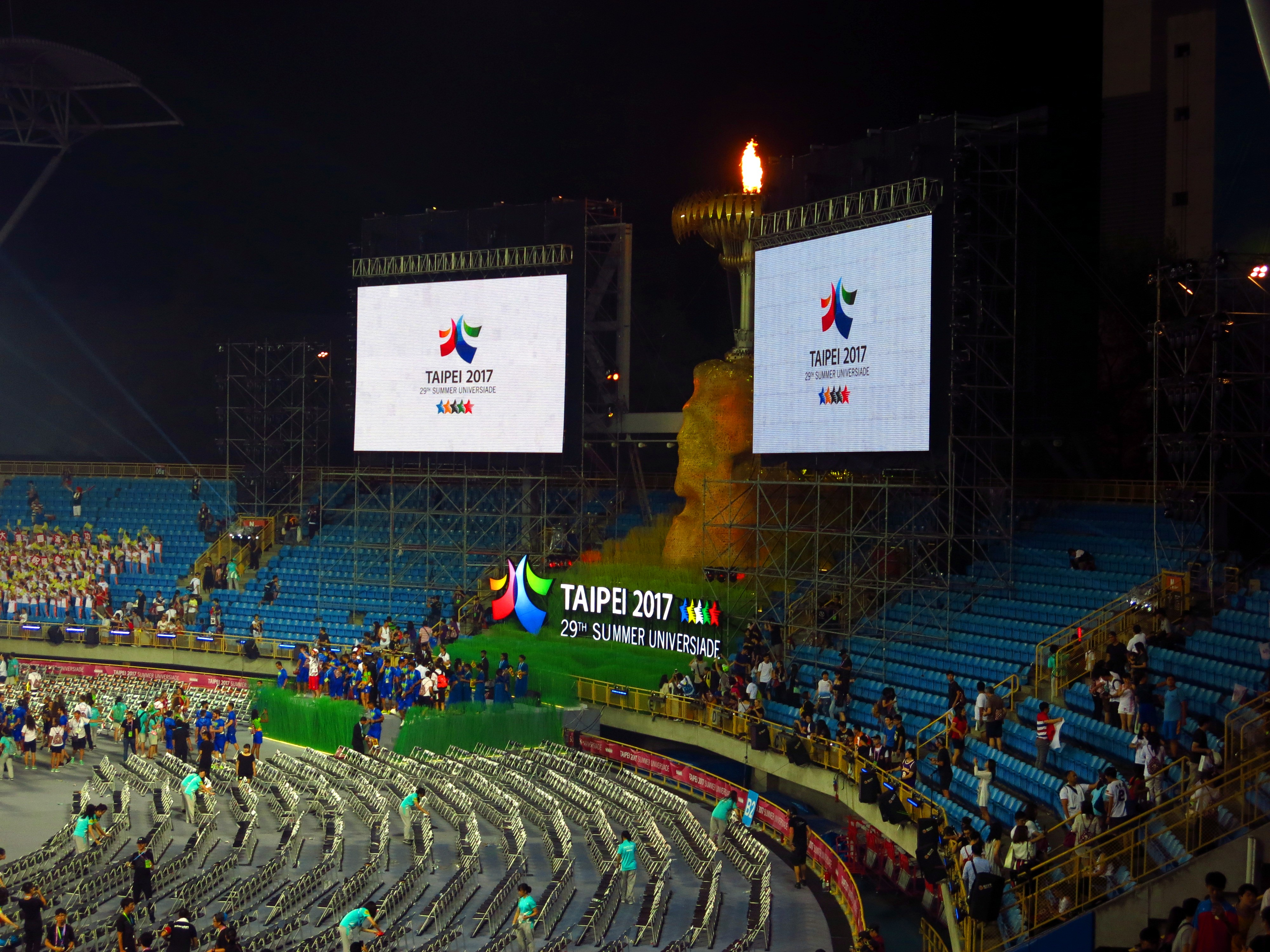
Láng a Tajpeji Olimpiai Sportcsarnokban.

## A házigazda kiválasztása

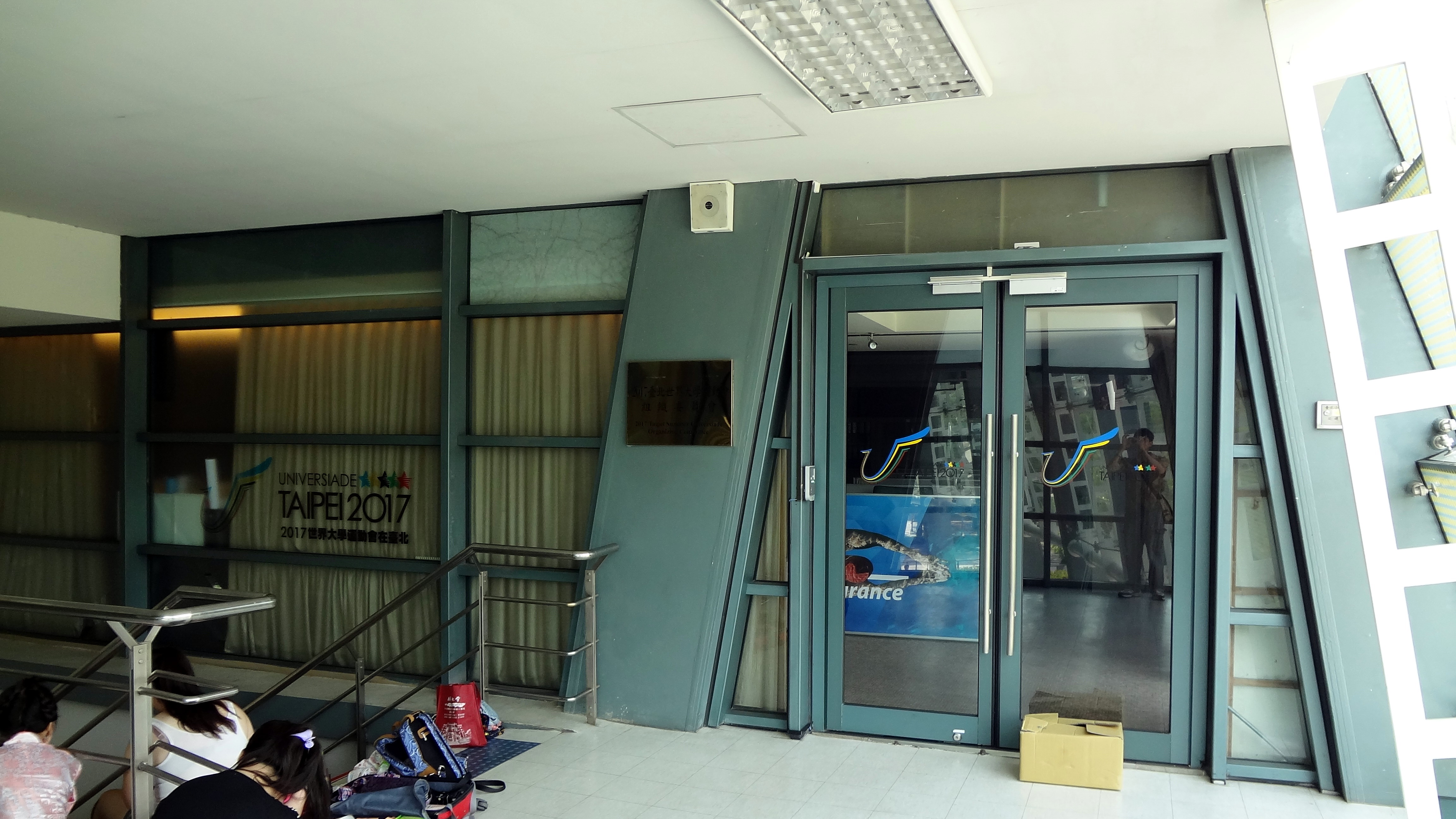
A Szervező Bizottság épületének főbejárata.

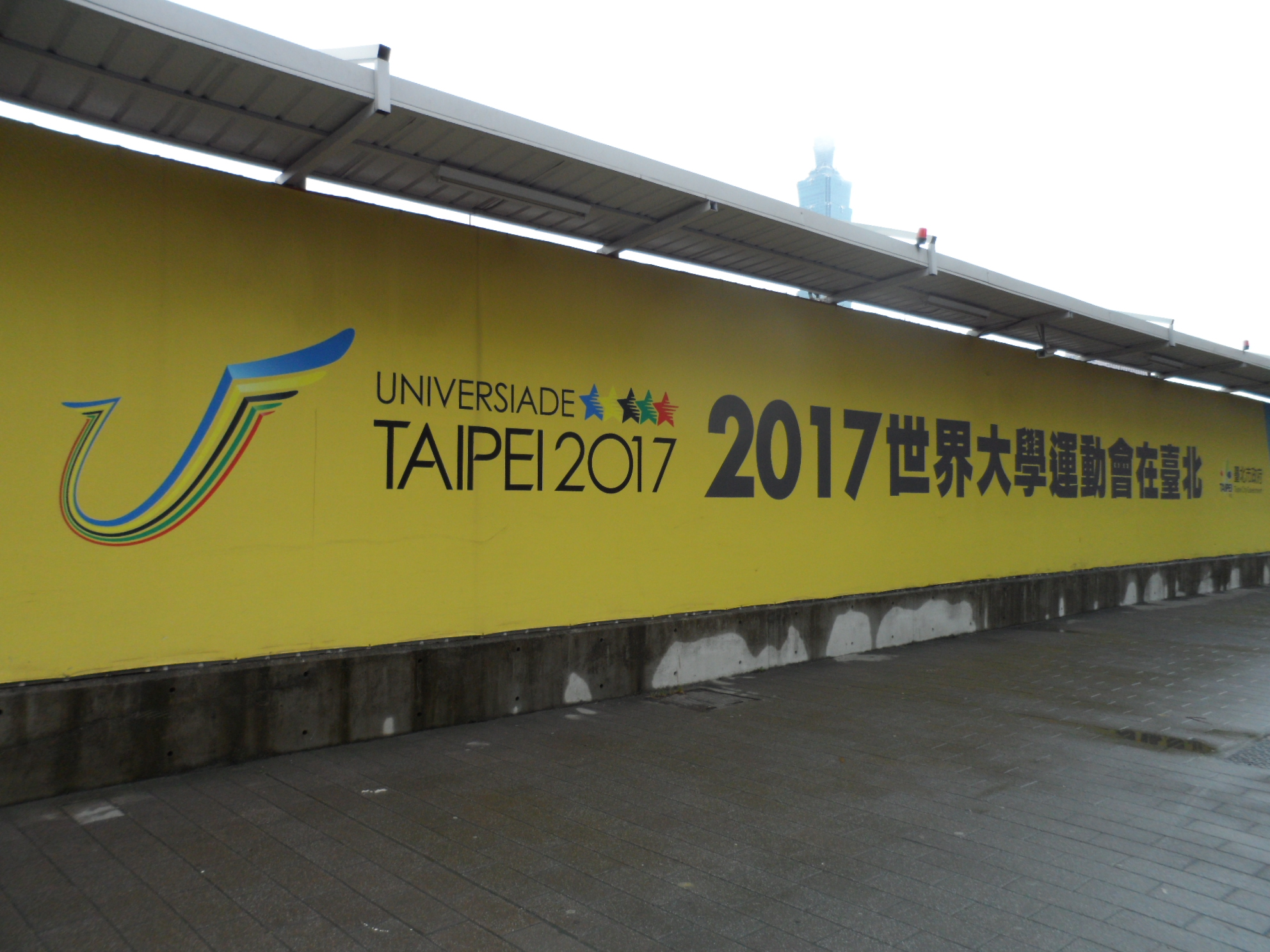
A tornát hirdető reklámfelirat 2011. július 29-én Tajpejben.

Tajpej városán kívül a rendezésre még Brazíliaváros pályázott a rendezésre. A házigazda kilétére 2011. november 29-én, Brüsszelben derült fény.

### Helyszíni változtatások
2015 júniusában Ko Ven-je, Tajpej akkori polgármestere bejelentette, hogy a nyitó- és záróünnepség megrendezésére a Tajpeji Városi Stadionban kerül sor, mert az eredeti helyszín, a Tajpeji Dóm építési munkálatai késtek.

## Marketing

### Mottó
A rendezvény hivatalos mottója For You, For Youth  magyarul: Nektek, az ifjúságnak, elfogadván, hogy az egyetemi sportolók a világ minden tájáról érkezve harcolnak álmaikért.

### Logó
A játékok hivatalos logója a kínai "Bei" (北) karakter. A logó az U betű alapjain nyugszik, amely az Universiade  (A játékok hivatalos elnevezése), a University (Egyetem) és a közösséget (United) szavakat szimbolizálja és a szenvedélyt, vitalitást, reményt és pozitívumukat képviseli. A logó öt színből áll: kék, a sárga, a fekete, a zöld és a piros, az egyetemi sportolókat képviselve a világ minden tájáról. A logót három fordulós pályázat útján választották ki és Ju Ming-lung tervezte.

### Kabala
A játékok kabalája Bravo, a fekete medve. Az állat mellkasán lévő fehér V alakú mellény a sportolók győzelembe vetett hitét jelképezi, miközben kifejezi a rendező Tajvan elkötelezettségét a környezetvédelem iránt, lévén a fekete medve a térségben védett állat.

## Megnyitó
2017. július 7-én bejelentették, hogy a megnyitó ünnepségen részt vesz Caj Jing-ven, a Tajvani Köztársaság elnökasszonya is. Kína "bojkottálta" az eseményt, sportolóik egyénileg ugyan indulhattak, az ország nem indított versenyzői csapatot. A megnyitó előtt Norman Katende, Uganda sportminisztere arra kérte hazája sportolóit, hogy ne utazzanak Tajvanba, szem előtt tartva az egy Kína politikai szemléletet. A tajvani külügyminiszter később úgy nyilatkozott, az ugandai sportolók tárgyalnak abban a reményben, hogy elutazhassanak Tajpejbe. Augusztus 15-én Katende az egész szituációt félreértésnek nevezte, majd később kijelentette, hogy az ugandai csapat úton van a 29. Nyári Universiadéra.

### Zavargások a megnyitó alatt
Az Universiade augusztus 19-én tartott megnyitó ünnepségét a stadionon kívüli tüntetők több erőszakos csoportjának incidensei zavarták meg, valamint olyan megalapozatlan pletykákat lehetett hallani, hogy egy vagy több, az Iszlám Állammal szimpatizáló hatolt be az országba, akár külföldi munkavállalóként, akár a rendezvényre érkező csapatok tagjaként.
Emellett a kínai sportolók nyilvánosan elutasították a megnyitó ünnepségen való részvételt. Az Universiade személyzetének tagjai a kínai (PRC) zászlót hordták a stadion körül, de a sportolók úgy döntöttek, hogy nem követik példájukat. Az ünnepség bojkottálásának okai abban az időben nem voltak világosak, bár a helyi média azt állította, hogy Hszi Csin-ping elnök jelenlétének volt köszönhető.
Több mint 5600 egyenruhás és civil rendőr, valamint a fegyveres hadsereg is jelen volt, hogy biztosítsa a szertartás zökkenőmentes működését ezen zavargások ellenére.

## Sportágak
A 14 kötelező sportág mellett a Szervező Bizottság nyolc további sportágat választott a játékok kiadásának programjához: íjászat, tollaslabda, baseball, golf, taekwondo és súlyemelés. Bemutató jelleggel a biliárd is szerepelt a programban, és bár érmeket osztottak, a hivatalos éremtáblázatban ezeket nem vették számításba.

## Szponzorok
| A 2017-es nyári Universiade szponzorai |
| --- |
| Kiemelt hivatalos partner - BMW - China Airlines - Chunghwa Telecom - EVA Air - Fu Hsun Fiber Industries - Uni-President Enterprises Corporation |
| Hivatalos partner - Fubon Financial Holding Co. - Sunrise Group - Taiwan High Speed Rail |
| Hivatalos támogató - CPC Corporation - Everrich Group - TaiShan Sports - SECOM - Taiwan Excellence - GoLite Sablon:Div col end |
| Hivatalos beszállító - Acer Inc. - EasyCard - Mediatek - NXP Semiconductors - Teco Image Systems-JVC - VICTOR Sports - Taishin Bank - Taiwan Power Company - Lealea Group - Taipei 101 - Beasy - GO Hiking - iRoo |
| A torna beszállítói - Spalding - Nittaku - GILL Athletics |
| Együttműködő partner - Eclat - Sun Luen - Day and Night - ETS TOEIC - Grain Plus - SIFO Medical - Foremost - City God - Phoenix Darts - Tiong Liong Corporation - Innotrio - Grand Hyatt Taipei - FujiLife Condoms - Ke-Jih Bakery - Power Max - Hotai Motor - Baoan - Taipei City Foreign and Disabled Labor Office - 3M - Wellcare - Teco - FarEast - Microprogram - Sony - Chihsin - Yun-Yang - Hi-Life - Mandarin Oriental Hotel Group - LG Corporation - Bona - K-Pro - TECA - Atunas - Heran |

## Eseménynaptár
| ● | Nyitó ünnepség | ● | Selejtezők | ● | Döntők | ● | Záró rendezvény |

| Augusztus               | Augusztus               | 18. | 19. | 20. | 21. | 22. | 23. | 24. | 25. | 26. | 27. | 28. | 29. | 30. | Össz. |
| ----------------------- | ----------------------- | --- | --- | --- | --- | --- | --- | --- | --- | --- | --- | --- | --- | --- | ----- |
| Ünnepségek              | Ünnepségek              |     | ●   |     |     |     |     |     |     |     |     |     |     | ●   |       |
| Asztalitenisz           | Asztalitenisz           |     |     |     |     | ●   | ●   | ●   | ●   | 2   | 1   | 2   | 2   |     | 7     |
| Atlétika                | Atlétika                |     |     |     |     |     | 2   | 6   | 9   | 11  | 12  | 10  |     |     | 50    |
| Baseball                | Baseball                |     |     | ●   |     | ●   | ●   |     | ●   | ●   | ●   | ●   | 1   |     | 1     |
| Biliárd                 | Biliárd                 |     |     |     |     |     |     |     | ●   | ●   | 2   | ●   | 2   |     | 4     |
| Cselgáncs               | Cselgáncs               |     |     | 4   | 4   | 4   | 4   | 2   |     |     |     |     |     |     | 18    |
| Golf                    | Golf                    |     |     |     |     |     |     | ●   | ●   | 4   |     |     |     |     | 4     |
| Gyorsasági görkorcsolya | Gyorsasági görkorcsolya |     |     |     | 4   | 4   | 4   |     | 2   | 2   |     |     |     |     | 16    |
| Íjászat                 | Íjászat                 |     |     | ●   | ●   | ●   | 5   | 5   |     |     |     |     |     |     | 10    |
| Kosárlabda              | Kosárlabda              |     |     | ●   | ●   | ●   | ●   | ●   | ●   | ●   | ●   | 1   | 1   |     | 2     |
| Labdarúgás              | Labdarúgás              | ●   | ●   | ●   | ●   | ●   | ●   | ●   | ●   | ●   | ●   | 1   | 1   |     | 2     |
| Műugrás                 | Műugrás                 |     |     | 2   | 2   | 1   | 1   | 3   | 1   | 1   | 2   |     |     |     | 13    |
| Röplabda                | Röplabda                |     |     | ●   | ●   | ●   | ●   | ●   | ●   | ●   | ●   | 1   | 1   |     | 2     |
| Súlyemelés              | Súlyemelés              |     |     | 3   | 3   | 2   | 2   | 3   | 3   |     |     |     |     |     | 16    |
| Taekwondo               | Taekwondo               |     |     | 2   | 3   | 4   | 4   | 4   | 4   | 2   |     |     |     |     | 23    |
| Tenisz                  | Tenisz                  |     |     |     | ●   | ●   | ●   | ●   | ●   | ●   | ●   | 2   | 5   |     | 7     |
| Tollaslabda             | Tollaslabda             |     |     |     |     |     | ●   | ●   | 1   |     | ●   | ●   | 5   |     | 6     |
| Torna                   | Torna                   |     | ●   | 1   | 1   | 2   | 10  |     |     |     | ●   | 2   | 6   |     | 22    |
| Úszás                   | Úszás                   |     |     | 4   | 5   | 5   | 7   | 4   | 7   | 8   | 2   |     |     |     | 42    |
| Vívás                   | Vívás                   |     |     | 2   | 2   | 2   | 2   | 2   | 2   |     |     |     |     |     | 12    |
| Vízilabda               | Vízilabda               | ●   | ●   | ●   | ●   | ●   | ●   | ●   | ●   | ●   | ●   | ●   | 1   | 1   | 2     |
| Vusu                    | Vusu                    |     |     |     |     |     |     |     |     | ●   | 2   | 2   | 10  |     | 14    |
| Napi összesítések       | Napi összesítések       | 0   | 0   | 18  | 24  | 24  | 41  | 29  | 29  | 30  | 20  | 21  | 35  | 1   | 273   |
| Augusztus               | Augusztus               | 18. | 19. | 20. | 21. | 22. | 23. | 24. | 25. | 26. | 27. | 28. | 29. | 30. | Össz. |

## Magyar szereplés
A magyar csapat 14 sportágban képviseltette magát, száznegyvenegy fővel. A magyar színek képviselői 14 sportágban – asztalitenisz, atlétika, cselgáncs, golf, gyorsasági görkorcsolya, íjászat, kosárlabda, ritmikus gimnasztika, taekwondo, tenisz, torna, úszás, vívás, vízilabda – versenyeztek. A verseny első két napján Szatmári András és Kreiss Fanni férfi kard és női tőr egyéniben arany-, Bányai Zsombor férfi párbajtőr egyéniben ezüstérmet szerzett. A küldöttség harmadik aranyérmét a kardozó Márton Anna szerezte augusztus 22-én. Az úszók Gyurta Gergely és Biczó Bence révén két bronzérmet szereztek. A vívók a férfi párbajtőrcsapat (Bányai Zsombor, Berta Dániel, Siklósi Gergely, Cho Taeun Sándor) és a női kardcsapat (Márton Anna, Mikulik Júlia, Záhonyi Petra, Katona Renáta) révén szereztek két ezüstérmet a szakág csapatversenyeiben. Atlétikában Gyürkés Viktória ezüstérmet szerzett 3000 méteres akadályfutásban, Kozák Luca pedig bronzérmes lett 100 méteres gátfutásban. A magyar csapat negyedik aranyérmét Olasz Anna szerezte hosszútávúszásban, aki 10 km-en lett aranyérmes, majd Baji Balázs nyerte meg a 110 méter gátfutás döntőjét. A csapat negyedik bronzérmét – egyben tizenharmadik érmét – Szikszai Róbert diszkoszvető szerezte. A torna utolsó előtti napján a női vízilabda-válogatott szerzett ezüstérmet, miután a döntőben 16–9-re alulmaradtak az amerikai válogatottal szemben.

## Összesített éremtáblázat
| #        | Ország                    | Arany | Ezüst | Bronz | Összesen |
| 1.       | Japán                     | 33    | 23    | 30    | 86       |
| 2.       | Dél-Korea                 | 27    | 19    | 29    | 75       |
| 3.       | Oroszország               | 19    | 25    | 35    | 79       |
| 4.       | Tajvan                    | 18    | 29    | 27    | 74       |
| 5.       | Amerikai Egyesült Államok | 15    | 17    | 14    | 46       |
| 6.       | Ukrajna                   | 12    | 10    | 11    | 33       |
| 7.       | Észak-Korea               | 12    | 5     | 3     | 20       |
| 8.       | Olaszország               | 9     | 6     | 16    | 31       |
| 9.       | Lengyelország             | 7     | 9     | 9     | 25       |
| 10.      | Németország               | 7     | 6     | 11    | 24       |
| 11.      | Mexikó                    | 6     | 5     | 10    | 21       |
| 12.      | Magyarország              | 5     | 5     | 4     | 14       |
| 13.      | Kína                      | 5     | 4     | 2     | 11       |
| 14.      | Kanada                    | 4     | 5     | 4     | 13       |
| 15.      | Franciaország             | 4     | 4     | 7     | 15       |
| 16.      | Irán                      | 4     | 3     | 9     | 16       |
| 17.      | Ausztrália                | 4     | 3     | 2     | 9        |
| 18.      | Dominikai Köztársaság     | 4     | 2     | 0     | 6        |
| 19.      | Törökország               | 3     | 7     | 6     | 16       |
| 20.      | Kazahsztán                | 3     | 5     | 7     | 15       |
| 21.      | Fehéroroszország          | 3     | 4     | 1     | 8        |
| 22.      | Románia                   | 3     | 2     | 5     | 10       |
| 23.      | Azerbajdzsán              | 3     | 1     | 4     | 8        |
| 24.      | Örményország              | 3     | 1     | 2     | 6        |
| 25.      | Szerbia                   | 3     | 0     | 0     | 3        |
| 26.      | Brazília                  | 2     | 4     | 6     | 12       |
| 27.      | Litvánia                  | 2     | 1     | 3     | 6        |
| 28.      | Portugália                | 2     | 1     | 2     | 5        |
| 29.      | Hongkong                  | 2     | 0     | 2     | 4        |
| 30.      | Hollandia                 | 2     | 0     | 1     | 3        |
| 31.      | Kolumbia                  | 1     | 3     | 7     | 11       |
| 32.      | Thaiföld                  | 1     | 3     | 5     | 9        |
| 33.      | Finnország                | 1     | 1     | 2     | 4        |
| 34.      | Svájc                     | 1     | 1     | 1     | 3        |
| 34.      | Uganda                    | 1     | 1     | 1     | 3        |
| 36.      | Kuba                      | 1     | 1     | 0     | 2        |
| 37.      | Vietnám                   | 1     | 0     | 4     | 5        |
| 38.      | Csehország                | 1     | 0     | 2     | 3        |
| 39.      | Ausztria                  | 1     | 0     | 1     | 2        |
| 40.      | Írország                  | 1     | 0     | 0     | 1        |
| 40.      | Jamaica                   | 1     | 0     | 0     | 1        |
| 40.      | Kirgizisztán              | 1     | 0     | 0     | 1        |
| 40.      | Makaó                     | 1     | 0     | 0     | 1        |
|          |                           |       |       |       |          |
| 44.      | Dél-afrikai Köztársaság   | 0     | 5     | 0     | 5        |
| 45.      | Egyesült Királyság        | 0     | 3     | 6     | 9        |
| 46.      | Algéria                   | 0     | 3     | 2     | 5        |
| 47.      | Ciprus                    | 0     | 2     | 0     | 2        |
| 48.      | Bahama-szigetek           | 0     | 1     | 1     | 2        |
| 48.      | Lettország                | 0     | 1     | 1     | 2        |
| 48.      | Svédország                | 0     | 1     | 1     | 2        |
| 51.      | Argentína                 | 0     | 1     | 0     | 1        |
| 51.      | Burkina Faso              | 0     | 1     | 0     | 1        |
| 51.      | Észtország                | 0     | 1     | 0     | 1        |
| 51.      | India                     | 0     | 1     | 0     | 1        |
| 51.      | Mongólia                  | 0     | 1     | 0     | 1        |
| 51.      | Spanyolország             | 0     | 1     | 0     | 1        |
|          |                           |       |       |       |          |
| 57.      | Horvátország              | 0     | 0     | 3     | 3        |
| 57.      | Indonézia                 | 0     | 0     | 3     | 3        |
| 59.      | Malajzia                  | 0     | 0     | 2     | 2        |
| 60.      | Belgium                   | 0     | 0     | 1     | 1        |
| 60.      | Jordánia                  | 0     | 0     | 1     | 1        |
| 60.      | Moldova                   | 0     | 0     | 1     | 1        |
| 60.      | Norvégia                  | 0     | 0     | 1     | 1        |
| 60.      | Szlovákia                 | 0     | 0     | 1     | 1        |
| 60.      | Új-Zéland                 | 0     | 0     | 1     | 1        |
| Összesen | Összesen                  | 239   | 237   | 310   | 786      |

## Külső hivatkozások
- A torna hivatalos honlapja Archiválva 2016. december 21-i dátummal a Wayback Machine-ben
- A tiltakozók a Linkou parkért harcolnak
- A 2017-es nyári Universiade szabályzata